# كيم هو-يونغ
كيم هو-يونغ (هانغل: 김용갑) هو مدرب كرة قدم ولاعب كرة قدم كوري جنوبي في مركز الهجوم، ولد في 29 أكتوبر 1969 في كوريا الجنوبية. لعب مع جونبك هيونداي موتورز ونادي سونغنام.

## وصلات خارجية
- كيم هو-يونغ على موقع دوري كوريا الجنوبية (الإنجليزية)
- كيم هو-يونغ على موقع قاعدة بيانات كرة القدم.إي يو (الإنجليزية)
- كيم هو-يونغ على موقع Soccerway.com (الإنجليزية)